# Zygaena osterodensis
Espèce
Zygaena osterodensis, la Zygène de l'orobe, Zygène d'ostérode ou Zygène de la jarosse, est une espèce d’insectes lépidoptères de la famille des Zygaenidae et de la sous-famille des Zygaeninae.

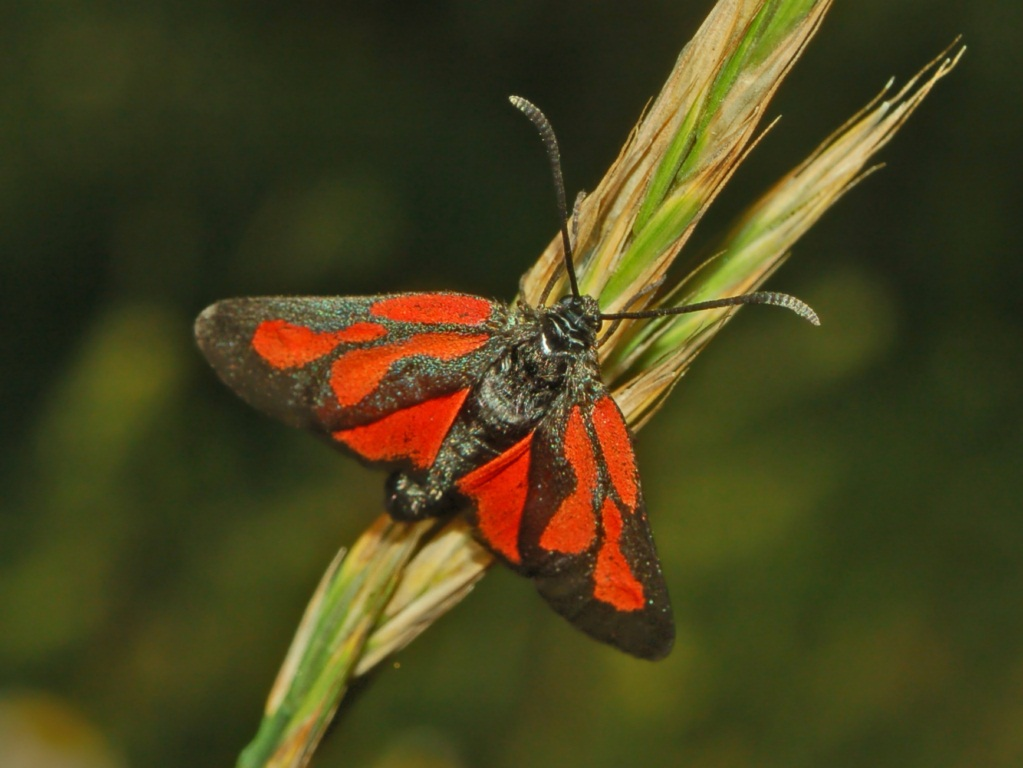
Zygaena osterodensis

## Distribution
Cette espèce se rencontre en Europe, Russie incluse, à l'exception du sud de la péninsule Ibérique et de l'Italie, de la Grèce et de la Grande-Bretagne, du Danemark et du nord de la Scandinavie. Elle se répartit jusqu'en Asie mineure, puis passe par le Caucase et atteint le lac Baïkal.

## Sous-espèces
- Z. o. osterodensis
- Z. o. curvata Burgeff, 1926
- Z. o. eupyrenaea Burgeff, 1926
- Z. o. koricnensis Reiss, 1922
- Z. o. mentzeri G. & H. Reiss, 1972
- Z. o. osterodensis Reiss, 1921
- Z. o. saccarella Balletto & Toso, 1978
- Z. o. schultei Dujardin, 1956
- Z. o. trimacula Le Charles, 1957
- Z. o. valida Burgeff, 1926
- Z. o. validior (Burgeff, 1926)